# Alfred Werner (politiker)
Alfred Werner, född 21 januari 1885 Vena församling, Kalmar län, död 20 februari 1947 i Hultsfred, var en svensk politiker (s).
Werner var till yrket lokomotiveldare och bosatt i Hultsfred. Han var ledamot av riksdagens andra kammare 1918–1920 och från 1925, invald i Kalmar läns valkrets. Han var till en början vänstersocialist, men bytte parti i samband med att vänstersocialisterna förenades med socialdemokraterna 1923. Han var landstingsman 1922–1942 och ledamot av Vena landskommuns kommunalfullmäktige 1920–1927 samt Hultsfreds köpings fullmäktige 1928–1936, där han var ordförande 1931–1936.
1920 var Werner ordförande Socialdemokratiska vänstergruppens arbetsutskott, som han även var ledamot i 1919–1920.